# R/wallstreetbets
r/wallstreetbets, també conegut com a WallStreetBets o WSB, és un subredit on els participants parlen sobre el comerç d'opcions i accions. S’ha convertit en notable per la seva naturalesa profana, les seves estratègies comercials agressives i el seu paper en el cas de GameStop que va provocar pèrdues en posicions curtes a empreses nord-americanes que van superar els 70.000 milions de dòlars als EUA en pocs dies a principis del 2021. El subredit és famós pel seu variat argot i els seus termes.

## Visió general
El subreddit, que es descriu a través de l'eslògan "Igual que 4chan trobés un terminal de Bloomberg", és conegut per les seves estratègies de negociació agressives, que giren principalment al voltant de negociacions d'opcions apalancades molt especulatives. Els membres del subredit sovint són comerciants i inversors joves que ignoren les pràctiques d'inversió fonamentals i les tècniques de gestió de riscos, de manera que les seves activitats es consideren sovint jocs d'atzar. La creixent popularitat dels corredors sense comissions i del comerç mòbil en línia ha contribuït potencialment al creixement d’aquestes tendències comercials. Els membres de les comunitats solen veure el comerç diari d’alt risc com una oportunitat per millorar ràpidament les seves condicions financeres i obtenir ingressos addicionals. Alguns dels membres tendeixen a utilitzar el capital prestat, com els préstecs estudiantils, per apostar per certs "stocks meme" que es mostrin amb popularitat a la comunitat.
El subreddit també és conegut pel seu caràcter profà i juvenil, amb els membres sovint referint-se a si mateixos com "autistes", "retardats", "degenerats", i "micos". Els usuaris també utilitzen sovint argots com ara "pedres" per a accions; "tendies" per guanys o beneficis; "óssos gai" per a aquells que esperen que disminueixin les accions, per a accions més curtes o com a insult general; "DD" per a l'anàlisi de possibles operacions (de "due diligence"); "porta-bosses" per a aquella persona la posició de la qual hagi baixat greument; "mans de diamant" per mantenir les accions amb fermesa; i "mans de paper" per vendre al primer signe de pèrdua.

## Inversió breu per GameStop
El 22 de gener de 2021, els usuaris de r/wallstreetbets van iniciar una liquidació forçosa de posicions curtes a GameStop, augmentant significativament els preus de les accions. Això es va produir poc després que un comentari de Citron Research predigués que el valor de les accions disminuiria. El preu de les accions va augmentar més d’un 600% el 26 de gener i la seva elevada volatilitat va provocar l’aturada de les operacions diverses vegades. Una sèrie de publicacions de l'usuari u/DeepFuckingValue sobre el subreddit van ajudar a generar interès per les accions. Després de l'acció GameStop va tancar amb una alça de 92,7% el dimarts, 26 de gener de magnat Elon Musk publicà a Twitter un enllaç a r/wallstreetbets.
El 27 de gener, usuaris de r/wallstreetbets també van provocar una liquidació forçosa de posicions curtes a AMC, una altra empresa amb gran estoc de valors en curt, similar a GameStop.
El 27 de gener es va prohibir el servidor oficial Discord de r/wallstreetbets per "contingut odiós i discriminatori". Discord va negar que la prohibició estigués relacionada amb la inversió breu de GameStop. En un comunicat oficial publicat al subreddit de r/wallstreetbets, els moderadors van afirmar que els esforços per eliminar automàticament el contingut que infringia les normes s’havien vist desbordats per la gran afluència d’usuaris i van criticar que Discord no proporcionés les eines necessàries per prendre mesures per reduir el discurs d’odi al servidor. Posteriorment, el servidor Discord de r/wallstreetbets s'ha tornat a posar en línia i s'ha informat que el personal de Discord ha ajudat amb moderació.
Els moderadors van establir el subreddit com a privat cap a les 7:00 pm EST del 27 de gener, abans de tornar a fer-se públic al cap d’una hora després. Al cap d’una setmana després de la reducció de GameStop, el subreddit havia guanyat més de 2,4 milions de nous subscriptors, mentre que anteriorment, passaven 9 anys fins que el subredit arribés als 2,2 milions. El 18 d’abril de 2021, el subreddit tenia 9,8 milions de seguidors.
Uns dies després de la petita acció, alguns usuaris de subredit van començar a pagar per cartelleres que representaven missatges que donaven suport a r/wallstreetbets a tot el país, que incloïen missatges com "comprar" i "mantenir" accions de GME, altres missatges consistien en "ens agrada l'acció" i animaven a unir-se al subredit, etiquetant-lo com a" moviment". Reddit també va publicar un anunci de 5 segons durant el Super Bowl LV celebrant el subreddit, afirmant que "els menystinguts poden aconseguir gairebé qualsevol cosa quan ens reunim al voltant d'una àrea comuna".

## Efecte a la plataforma de negociació Robinhood
Des del gener del 2021, molts membres del subredit utilitzaven la popular aplicació mòbil Robinhood per canviar accions i opcions. Alguns membres havien estat responsables de l'eliminació important de funcions i de la correcció d'errors després d'identificar i publicar mètodes d'explotació.

### Prohibició de la propagació de caixes
Cap al gener de 2019, un usuari conegut com u/1R0NYMAN va vendre una caixa diferencial creant un crèdit de 300.000 dòlars que hauria d'haver-li compensat entre 40.000 i 50.000 dòlars al llarg de dos anys. Va descriure el comerç com una manera de guanyar "diners sense risc", però desconeixia el risc de l'assignació. Pocs dies després, algunes de les opcions es van exercir contra ell, provocant una pèrdua de més de 60.000 dòlars; calculant a partir de l’import original del compte d’usuari, 5.000 dòlars, el retorn negatiu de l’operació va ser de -1.832,99%. Com a resultat, Robinhood va decidir poc després que deixaria de permetre el comerç de disufió de caixa. L'usuari va retirar 10.000 dòlars del compte abans de tancar les posicions; pel lloc web de notícies MarketWatch es creu que la mateixa corredoria va assumir la majoria de la pèrdua.

### El problema de la "palanca infinita"
Cap al novembre de 2019, un usuari conegut com u/ControlTheNarrative va trobar un error a la plataforma de negociació de Robinhood i el va explotar per aprofitar el seu dipòsit original de 2.000 dòlars fins a aproximadament 50.000 dòlars, cosa que va resultar en una ràtio d’aplanament d’aproximadament 25:1. Va vendre covered calls i, gràcies a l'error, el crèdit que va rebre va aparèixer com a diners líquids al seu compte. Va utilitzar els diners per comprar opcions de compra en accions d'Apple, una operació que va provocar una pèrdua de 46.000 dòlars, enorme en relació amb el seu dipòsit inicial de només 2.000 dòlars. Va gravar la reacció en directe de la seva pèrdua i la va penjar al seu canal de YouTube. Molts altres usuaris van intentar explotar el problema, que van anomenar "codi de trampes de diners gratuïts", abans que se solucionés, i en particular un va afirmar haver obert una posició d’1.000.000 de dòlars a partir d'un dipòsit de 4.000 dòlars.

### Robinhood restringeix el comerç
El 28 de gener de 2021, durant el cas GameStop, Robinhood, TD Ameritrade, E-Trade i Webull van restringir el comerç d’accions molt curtes com GameStop, AMC, BlackBerry Limited, Nokia i Koss Corporation a les seves plataformes. Moltes de les empreses de corretatge, inclosa Robinhood, van afirmar que les restriccions eren el resultat de les càmeres de compensació que augmentaven les garanties necessàries per executar operacions sobre accions altament volàtils. Nombrosos membres de la comunitat han expressat des de llavors indignació cap a aquestes empreses, en particular Robinhood. Les accions dels membres de r/wallstreetbets i altres a través de la plataforma de Reddit es van desplomar de Robin Hood, tant a les botigues d'aplicacions d'iOS i Android l'aplicació de Robin Hood es va desplomar en valoracions el 28 de gener, i tot i la intervenció de Google que va augmentar la seva qualificació de 2.2 (el de 30 de gener) suprimint ressenyes d'una estrella. Posteriorment es van presentar demandes col·lectives contra Robinhood per les restriccions a la negociació.